# Jackie Hardt
Jackie Hardt (* 16. Juni 1968 in Deutschland als Jacqueline Kiskerie) ist eine Filmschauspielerin und Fotografin.

## Leben
Hardt ist seit 1999 mit Mickey Hardt verheiratet. Sie haben ein Kind.
1996 bis 1997 war Hardt in sechs Folgen der Fernsehserie T.V. Kaiser erstmals im Fernsehen zu sehen. 1999 folgte ihr Spielfilmdebüt in dem Fernsehfilm Versprich mir, dass es den Himmel gibt.

## Filmografie
- 1996–1997: T.V. Kaiser (Fernsehserie, 6 Folgen)
- 1997: Geliebte Schwestern (Fernsehserie, 3 Folgen)
- 1999: HeliCops – Einsatz über Berlin (Fernsehserie, Folge 1x14)
- 1999: Versprich mir, dass es den Himmel gibt (Fernsehfilm)
- 2001: Frauen, die Prosecco trinken (Fernsehfilm)
- 2002: Ein starkes Team (Fernsehserie, Folge 1x22 Ein starkes Team: Träume und Lügen)
- 2004: Ein glücklicher Tag (Fernsehfilm)
- 2007: Wortbrot